# Cmentarz żydowski w Nowym Warpnie
Cmentarz żydowski w Nowym Warpnie – kirkut znajduje się w dzielnicy Podgrodzie, na wzniesieniu przy rozgałęzieniu ulic Wojska Polskiego i Podgrodzie. Formalnie znajduje się pod adresem ul. Wojska Polskiego 26.
Cmentarz został założony zapewne w połowie XIX wieku. Pierwotnie miał małe rozmiary, sąsiadował z nekropoliami ewangelickimi. Korzystała z niego niewielka społeczność, licząca najwyżej kilkanaście osób, nie mająca statusu samodzielnej gminy. Nowowarpieńscy Żydzi należeli do gminy w Ueckermünde. Powstanie tej nekropolii można zapewne wytłumaczyć odległością od tej miejscowości (22 km). Biorąc pod uwagę dane o liczebności gminy w Ueckermünde, kirkut mógł przestać być używany jeszcze w dwudziestoleciu międzywojennym.
Tuż po zakończeniu II wojny światowej cmentarz został włączony w granice cmentarza chrześcijańskiego, użytkowanego przez osadników wojskowych, a następnie cywilnych, w latach 1947–1959. Obecnie na obszarze kirkutu, znajdującym się na prawo od furtki, niedaleko wejścia, są umieszczone krzyże z sąsiednich pochówków, co może zmylić zwykłego obserwatora. Zachowały się co najmniej dwie macewy, umieszczone bardzo głęboko w ziemi. Być może, gdyby cmentarz został uporządkowany, zostałyby znalezione jeszcze inne pozostałości nagrobków. Przed wejściem jest umieszczona tablica informacyjna